# 후지와라노 켄시
후지와라노 켄시(일본어: 藤原 兼子 ふじわら の けんし[*], 규주 2년 (1155년) - 간기 원년 8월 16일 (1229년 9월 5일))는 헤이안 시대 말기부터 가마쿠라 시대 전기의 공가 여관이다. 교부쿄 후지와라노 노리카네의 딸이다. 통칭 쿄노츠보네(卿局)로 불렸다. 위계 승진에 따라, 쿄산이(卿三位), 쿄니이(卿二位)라고도 불렸다. 고토바 천황의 유모이다.
같이 고토바 천황의 유모인 후지와라노 한시는 언니이다. 한시와 전남편의 딸 미나모토노 이리코는 고토바 천황의 비가 되어 츠치미카도 천황을 낳았다. 삼촌인 후지와라노 노리스에 (아버지 노리카네의 양자로 되어있었으므로 의붓오빠가 됨)는 고시라카와 법황의 인 근신으로 고토바 천황을 양육했다. 노리스에의 딸 후지와라노 시게코 (슈메이몬인)는 고토바 천황의 비가 되어, 준토쿠 천황을 낳았다.

## 생애
아버지 노리카네는 에이만 원년 (1165년)에 사망했고, 켄시 등 자녀들은 어린 나이에 부모를 잃었기 때문에, 삼촌 노리스에에게 양육되었다. 일문은 고토바 천황과 관계가 깊어, 켄시도 유모로 섬겼다. 무명의 여성이었으나, 고토바 천황의 신임이 두터워, 그 성장과 함께 중용되어 쇼지 원년 (1199년), 45세에 텐지가 되어 정치의 앞무대에 나타나게 되었다. 독신이었던 켄시는 이 무렵, 곤츄나곤 후지와라노 무네요리와 결혼하였다.
언니 한시의 남편인 코가 미치치카는 고토바 천황의 유모 남편으로서 권세를 떨쳤다. 오빠 후지와라 노리미츠는 낮은 벼슬이지만, 고토바 천황의 킨쥬로 중용되었고, 그 권세는 미치치카와 나란히 설 정도였다. 미치치카가 옹립한 츠치미카도 천황보다 모리나리 친왕 (훗날의 준토쿠 천황)을 고토바 상황이 총애함에 따라 모리나리를 후견하는 노리미츠ㆍ켄시 남매와 미치치카 사이에 갈등도 벌어졌다.
겐닌 2년 (1202년), 미치치카가 사망하고, 고토바 상황 독재가 강화되면서, 켄시는 노리미츠와 함께 측근으로서 더 중용되어 권세를 자랑했다. 겐닌 3년 (1203년) 정월의 여목에 대해서, 『메이게츠키(明月記)』에 따르면 지난 해까지는 미치치카가 실권을 쥐고 있었지만, 그 해는 모두 상황의 의지에 열리고, 미치치카 대신 켄몬노 뇨보 (켄시)가 지휘하고 있었다고 한다.
남편 무네요리는 결혼한지 3년만인 겐닌 3년 (1203년) 정월에 사망해, 권세를 자랑하던 켄시에게 미치치카의 동생 코가 미치스케 등 여럿 남자가 접근해, 켄시는 같은 해에 태정대신 오오이노미카도 요리자네와 재혼했다.
겐포 6년 (1218년) 정월, 가마쿠라 막부의 쇼군 미나모토노 사네토모의 후계 문제를 상담하기 위해 쿠마노모우데(熊野詣)라 칭하고 상락한 호죠 마사코와 대면한다. 켄시의 천거로, 마사코는 출가 한 여성으로서는 이례적으로 종3위에 올랐다. 켄시는 양육하고 있던 요리히토 친왕을 차기 쇼군으로 밀었고, 마사코도 사네토모의 아내 (니시하치죠젠니)의 조카인 친왕을 사네토모의 후계자로 하는 방안에 찬성해 두 사람 사이에 약속이 오갔다. 그 해 11월, 켄시의 뒤를 봐주는 마사코는 종2위로 올랐다.
조큐 원년 (1219년), 사네토모가 암살되고, 막부와 고토바 상황의 대립이 심화되자, 친왕의 가마쿠라 하향을 거부하는 상황은 켄시를 멀리하게 되었다. 최종적으로는 사이온지 킨츠네가 애를 쓴 덕에 의해, 킨츠네의 손자이자 쿠죠가의 산토라 (후지와라노 요리츠네)가 차기 쇼군으로 가마쿠라로 하향했다. 2년 뒤인 조큐 3년 (1221년), 병사를 일으킨 고토바 상황에 의해 조큐의 난이 일어났다. 상황은 막부군에 대패하고, 중심이 된 켄시의 일족도 처형되는 등 연좌를 받았고, 고토바 상황ㆍ준토쿠 상황은 유배되었다.
노년의 켄시는 수도에 머물렀고, 난 후 8년을 더 살았다. 그 사이, 엔랴쿠지 승려와 소령 문제로 다투다가, 엔랴쿠지에 의해 교토에서 추방당하고, 소령 몰수의 소를 받거나, 창고에 강도가 들어 권세로 모은 재물을 빼앗기고, 경호병이 살해되는 등 괴로움을 받고 있었다.
간기 원년 (1229년) 여름 무렵, 머리의 종양이 생겨 괴로워 했고, 그것이 원인이 되어 8월 16일에 75세의 나이로 사망했다. 남겨진 재산은 슈메이몬인이 물려받았다.

## 관련 작품

### TV드라마
- 풀이 불탄다 (1979년, NHK대하드라마) - 배우 나츠 준코
- 가마쿠라도노의 13인 (2022년, NHK대하드라마) - 배우 실비아 그래브